# 三波伸介 (2代目)
三波 伸介（みなみ しんすけ、1964年6月14日 - ）は、日本のコメディアン、俳優である。本名∶澤登 伸一、旧芸名∶三波 伸一。父は同じくコメディアンの初代三波伸介である。東京都出身。

## 来歴・人物
日本大学鶴ヶ丘高等学校、日本大学芸術学部美術学科油絵卒業。1966年、日劇にて初舞台。父・初代三波伸介に鍛えられる。父・初代三波伸介のギャグ「びっくりしたなぁ、もう」は幼少時の伸一の口癖で、それを面白がった父がキャバレーのステージで使ったら爆笑になったと言う。
1982年、父の身の回りの世話を命じられるが、その半年後に父が死去。18歳の時、石坂浩二ミュージカルエンタープライズ（後の劇団急旋回）の演出コース一期生に入る。19歳で石坂演出の「十二人の怒れる男」（パルコ劇場）に陪審員第5号役で出演。
その後、映画『まんだら屋の良太』に初主演。ドラマ、舞台と華やかに活動する最中、突如旅回りへと出る。1989年、NHKの大河ドラマ「春日局」の松平伊豆守信綱役に抜擢され、旅回りを中断。
ドラマへも多数出演しつつ、夜のクラブ・シーンで「パブロ三波」と名乗り怪しい歌手として再度旅回りへ出る。「スペイン帰りの謎の歌手」として東京パノラママンボボーイズにメインヴォーカルで参加。
2003年度、後期のNHK連続テレビ小説『てるてる家族』では、父をモデルとした「南紳介」役を演じ、本人そっくりと評判を取った。2019年および2020年に放送されたBS笑点ドラマスペシャルの第2、3作でも笑点司会者だった初代三波伸介を演じている。
fm osaka「カレッジチャート」では、自ら歌った「ボンゴ天国」が一位になった。
現在、喜劇専門劇団「萬天舘」の座長。父・初代三波伸介の祥月命日である2009年12月8日をもって、「二世・三波伸介」を襲名。同日、東京ドームホテルにて襲名披露パーティーが行われ、「新しい東京喜劇を目指したい」と今後の夢を語っている。
格闘技マニアとしても知られ、東京スポーツWEBサイトの有名人ブログを担当している。相撲、ボクシング、プロレスから古武道までその知識は幅広い。
特に大相撲マニアとして知られ、2010年5月16日の大相撲夏場所8日目にはNHKの大相撲テレビ中継のゲスト解説者として出演。NHKの名物相撲アナ岩佐英治とコアな相撲ファンぶりを見せた。
2015年7月にシラノ、オケイとともにコントユニット「まんてんトリオ」を結成。同じくして『キングオブコント2015』（TBS）にトリオで参戦した。

## 弟子
- 三波ちぇこ - 占い師。二代目の妻。埼玉大学教育学部心理学科卒業[5]
- 波里々衣 - ヨガインストラクター[5]
- 波琥珀 - 書道家[5]
- 波朱音瑠 - 占い師、美容プランナー[5]

## 主な芸歴

### テレビドラマ
NHK
- 大河ドラマ（総合）
  - 春日局（1989年） - 松平伊豆守信綱役
  - 八代将軍吉宗（1995年）
  - 功名が辻（2006年） - 組頭（西軍諸将処刑）役
- 土曜ドラマ（総合）
  - 新・十津川物語（1992年） - 河瀬 役
- 連続テレビ小説 てるてる家族（2003年、総合） - 南紳介 役
- 土曜時代劇（総合）
  - 隠密八百八町 第2話（2011年1月15日） - 芸人 役

日本テレビ
- 土曜ドラマ
  - フードファイト
  - ゴールデンボウル
  - 歓迎!ダンジキ御一行様
- おとなの夏休み
- anego
- スペシャルドラマ・RESET
- 火曜サスペンス劇場「女弁護士高林鮎子28・パリから届いた殺意」（2001年7月3日、東映制作） - 地回り 役
- BS笑点ドラマスペシャル（BS日テレ ） - 三波伸介 (初代) 役 
  - 「五代目三遊亭圓楽」（2019年1月12日）[6]
  - 「初代林家木久蔵」（2020年1月11日） [7]

テレビ朝日
- みそじ魂
- 同居人カップルの殺人推理旅行
- ミステリー民俗学者 八雲樹
- 仮面ライダーウィザード 第7話

TBS
- ママまっしぐら!
- 水戸黄門 第30部、第31部
- プリティガール
- ねじれた絆
- 恋する日曜日 第3シリーズ 第20話（BS-i）
- ケータイ刑事 銭形海 2ndシリーズ  第3話（BS-i）
- 月曜ミステリー劇場「早乙女千春の添乗報告書14」（2003年）

テレビ東京
- 春日八郎物語
- 新大江戸捜査網 平成版第1シリーズ 第5話

### バラエティーほか
- 100人でつくろう!こども友情白書（NHK総合、1985年5月6日） - 「三波伸介Jr.」名義[8]
- 世界が友達（NHK Eテレ）
- 慎吾ママSP（フジテレビ）
- お坊さんバラエティ ぶっちゃけ寺（テレビ朝日）
- ものまねバトル（日本テレビ、2003年3月20日） - 「三波伸一」名義、父初代三波伸介のものまねで登場。

### 映画
- まんだら屋の良太
- 天使の微笑み
- 黄昏のアインシュタイン
- ラブ★コン
- 怪獣天国[9]

### 洋画吹き替え
- アルマゲドン（日本テレビ、テレビ朝日版）

### CM
- 龍角散
- マジュアン焼肉のたれ（ダイショー）
- 小田急ロマンスカー（小田急電鉄）
- ヘーベルハウス「LUFT」（旭化成ホームズ）

### 連載
- 二代目・三波伸介の減点小僧（2016年1月 - デイリースポーツ・西日本スポーツ）

### 書籍
- 『三波伸介 画・書集～夢の途中～』（イー・ステージ、2009年12月8日発売、ISBN 978-4-904034-02-6）監修